# Ремизов, Иван Михайлович
Ива́н Миха́йлович Ре́мизов (21 мая 1901 — 8 июля 1939) — командир 149-го Краснознамённого Белорецкого мотострелкового полка 36-й ордена Ленина мотострелковой дивизии 1-й армейской группы, майор. Герой Советского Союза.

## Биография
Родился 21 мая 1901 года в посёлке Колпино, ныне город администрации Санкт-Петербурга, в семье рабочего. Русский. Член ВКП(б) с 1919 года. Работал учеником токаря и токарем по металлу на Ижорском заводе. В октябре 1917 года вступил в Колпинский отряд Красной Гвардии.
В Красной Армии с 1918 года. Участник Гражданской войны. Был инструктором политотдела Симбирской дивизии, секретарём партийной ячейки 2-го Петроградского полка 20-й стрелковой дивизии. В начале 1921 года окончил пулемётные курсы в городе Вольске, после чего командовал взводом и ротой частей особого назначения в Новгородской губернии и ротой в 56-й стрелковой дивизии.
По окончании в 1929 году курсов «Выстрел» Иван Ремизов служил помощником начальника штаба 167-го стрелкового полка, а затем — помощником начальника сектора 2-го управления штаба РККА.
В 1936 году И. М. Ремизов окончил Военную академию имени М. В. Фрунзе и был направлен для дальнейшего прохождения службы в Забайкалье — начальником 1-й части штаба 32-й механизированной бригады. С января 1938 года он командир стрелково-пулемётного батальона 11-й лёгкой танковой бригады, а в начале 1939 года назначен командиром 149-го мотострелкового полка.
С 28 мая 1939 года Ремизов участвовал в боях на Халхин-Голе. Он успешно руководил боевыми действиями полка, проявив личную отвагу и мужество. Погиб в бою 8 июля 1939 года. Похоронен на поле боя.
Указом Президиума Верховного Совета СССР от 29 августа 1939 года за умелое командование полком, мужество и героизм, проявленные при выполнении воинского и интернационального долга, майору Ремизову Ивану Михайловичу посмертно присвоено звание Героя Советского Союза.
Награждён орденом Ленина, орденом Красного Знамени.
Имя Ремизова носят улицы в Москве и Чите, а также в г. Колпино, одна из высот в районе реки Халхин-Гол, на которой он погиб. Также в память о нём установлена мемориальная доска в Москве.
На высоте, на которой погиб И. М. Ремизов, в 1989 году был установлен памятник.